# Руа, Фабьен
Фабьен Руа (фр. Fabien Roy; 17 апреля 1928[…], Сен-Проспер, Квебек — 31 октября 2023, Сен-Жорж, Квебек) — политик, глава партии социального кредита Канады в 1979—1980 годы, член палаты общин Канады в 1979—1980 годы, член Национального собрания Квебека в 1970—1973 годы.

## Биография
Фабьен Руа родился 17 апреля 1928 года в Сен-Проспере, Квебек. Он получил образование в семинарии Saint-Geaorges, а затем в университете Лаваля. В 1945—1949 годы Руа был бухгалтером в сельскохозяйственном кооперативе в родном городе, а в 1949—1953 годы — секретарём федерации перевозчиков (Federation of Co-operative Trucking). В 1953 году он основал свою собственную компанию по перевозке грузов, которая просуществовала до 1962 года. В 1960 году он был одним из учредителей торговой палаты Сен-Проспера, а в 1963 году стал её президентом.
В 1962—1970 годы он был генеральным директором кредитного союза в La Chaudière, а в 1968—1970 — членом административного и исполнительного советов квебекской федерации кредитного союза. Руа занимался организацией предвыборной кампании партии кредитного союза в округе Дорчестер на федеральных выборах 1962, 1963, 1965 и 1968 годов, в том числе в 1964—1965 годы был вице-президентом партии в провинции.
В 1970 году Руа стал членом национального собрания Квебека от партии «Ralliement créditiste du Québec». Он был лидером партии в парламенте провинции в 1972—1975 годы, а затем ушёл из партии. 14 декабря 1975 года он основал провинциальную партию Parti national populaire, а на провинциальных выборах 1976 стал единственным депутатом национальной ассамблеи от этой партии.
5 апреля 1979 года он покинул законодательный орган Квебека, чтобы стать главой федеральной партии социального кредита (место было предложено 30 марта 1979 года). Во время предвыборной кампании 1979 года Руа пытался сплотить вокруг себя квебекских сепаратистов и националистов. Он выступал за конституционную реформу Канады, призывая отменить право федерального правительства распускать провинциальные законодательные собрания. Несмотря на попытки, на федеральных выборах 1979 года партия получила 6 мест в палате общин, а на выборах 1980 года не смогла получить ни одного места. Руа ушёл с поста главы партии 1 ноября 1980 года.
После политической карьеры Руа вернулся в бизнес.
В 2005 году он опубликовал автобиографию (Député à Québec et à Ottawa—mais toujours Beauceron !, ISBN 2-89448-421-6)

## Личная жизнь и смерть
27 августа 1960 года Руа женился на Полин Лессар Юдор в приходе Успения Пресвятой Богородицы Сен-Жорж-де-Бос. У супругов было четверо общих детей.
Умер 1 ноября 2023 года в возрасте 95 лет.